# Rio Caraíva
O rio Caraíva é curso de água do estado da Bahia, Região Nordeste do Brasil. Nasce no município de Itabela e percorre 61 km até desaguar no Oceano Atlântico, no povoado de Caraíva, em Porto Seguro. O manancial tem considerável relevância para a pesca, o turismo e o transporte de populações ribeirinhas, sobretudo na região de sua foz, onde confere relevância paisagística. Nesse local também podem ser encontrados manguezais.
Sua bacia hidrográfica conta com 1 278 km². Além de mangues, nela se fazem presentes a Mata Atlântica e restinga, porém a maior parte de sua cobertura vegetal original foi suprimida para ceder espaço a fazendas de pecuária ou eucaliptais. Apesar de sua pertinência para as comunidades em suas margens o rio ainda sofre com o despejo irregular de lixo e ausência de saneamento.